# Albuquerque Sol
El Albuquerque Sol es un equipo de fútbol de los Estados Unidos que juega en la USL League Two, la cuarta liga de fútbol más importante del país.

## Historia
Fue fundado en 2013 en la ciudad de Albuquerque, Nuevo México como uno de los equipos de expansión de la antiguamente conocida como USL Premier Development League para la temporada 2014.
Su primer partido oficial fue el 3 de mayo del 2014 ante Las Vegas Mobsters en Las Vegas, Nevada, el cual ganó el equipo local 0-1. La primera victoria del Sol fue el 10 de mayo ante el Real Colorado Foxes con marcador de 1-0, siendo Ricardo Perez el que anotó el primer gol en la historia del club y su primer partido de local fue el 24 de mayo ante el Midland/Odessa Sockers con derrota para los locales de 1-2 ante más de 1,300 espectadores. Terminaron en tercer lugar de su división en su primera temporada en la USL Premier Development League (hoy en día USL League Two).

## Rivalidades
La principal rivalidad del Sol es con el FC Tucson, con quien protagonizan el Southwestern Showdown, una serie anual de tres partidos entre ambos clubes en la que el vencedor gana el trofeo Golden Rattler.

## Números retirados
- 4 -  Patrick Grange (DEL)[6][7]

A mitad de la temporada 2014, el club retiró el número 4 en homenaje al delantero, el cual se dio a conocer por haber sufrido la enfermedad esclerosis lateral amiotrófica, la cual le costó la vida a Grange en 2012.